# Infanterie-Regiment „Markgraf Karl“ (7. Brandenburgisches) Nr. 60
Das Infanterie-Regiment „Markgraf Karl“ (7. Brandenburgisches) Nr. 60 war ein Infanterieverband der Preußischen Armee. Das Regiment wurde 1860 in Brandenburg gebildet und 1871 in das Elsass verlegt. Wichtigster Garnisonsort war dort Weißenburg. Das Regiment nahm zeit seines Bestehens an allen wesentlichen Kriegen Preußens und des Deutschen Reichs teil, also an den drei Einigungskriegen 1864–1871 und am Ersten Weltkrieg 1914–1918. Nach Kriegsende wurde das Regiment 1919 aufgelöst. Als Namensgeber des Regiments wurde Markgraf Karl geehrt, der sich als Regimentschef und Kommandeur unter Friedrich dem Großen ausgezeichnet hatte.

## Geschichte

### Formierung (1860–1864)
Zum Ende des Sardinischen Krieges im Sommer 1859 mobilisierte der Deutsche Bund auf Verlangen Preußens 350.000 Mann. Das preußische Heer griff nicht in die Kämpfe ein, jedoch waren bei der Mobilisierung Schwächen der Organisation zutage gekommen, insbesondere bei der Landwehr. Zudem hatte das preußische Heer mit 150.000 Mann eine seit 1816 unveränderte Mannstärke, während die Bevölkerungszahl Preußens stark gestiegen war. Die vom neuernannten Kriegsminister Albrecht von Roon im Auftrag von Wilhelm I. durchgeführte Heeresreform sollte diese Schwächen ausgleichen. (Im weiteren Verlauf führte diese Heeresreform zum preußischen Verfassungskonflikt.)
Mit A.K.O. vom 5. Mai 1860 wurden 32 neue Infanterie-Regimenter formiert, bezeichnet als 1. bis 32. kombiniertes Infanterie-Regiment. Dazu dienten Landwehr-Einheiten aus der Mobilmachung von 1859 wie auch Abgaben von bestehenden Linien-Regimentern. Das 20. kombinierte Infanterie-Regiment wurde aus den drei Stammbataillonen Spandau, Treuenbrietzen und Potsdam des 20. Landwehr-Regiments gebildet, die zum I., II. und Füsilier-Bataillon des neugebildeten Regiments wurden. Die ersten Standorte des Regiments waren Wriezen, Königsberg i.d. Neumark und Strausberg.
Am 4. Juli 1860 erfolgte die Umbenennung zum 7. Brandenburgischen Infanterie-Regiment Nr. 60. Im Zuge dieser Umbenennung wurde aus dem 1. kombinierten Infanterie-Regiment das Infanterie-Regiment Nr. 41, aus dem 2. kombinierten Infanterie-Regiment die Nr. 42, aus dem 3. die Nr. 43 und so weiter, bis zum 32. kombinierten Infanterie-Regiment, aus dem das Infanterie-Regiment Nr. 72 wurde.
Das Regiment bildete zusammen mit dem Infanterie-Regiment Nr. 20 und einem Landwehr-Regiment die 11. Infanterie-Brigade, welche der 6. Division und damit dem III. Armee-Korps unterstellt war. Das Regiment bezog seine Rekruten aus den Ersatzbezirken Oberbarnim, Niederbarnim, Teltow und Berlin. Im Januar 1861 fand in Berlin die Fahnenweihe statt.

### Deutsch-Dänischer Krieg (1864)
Am Krieg gegen Dänemark von 1864 nahm das Regiment als Teil der 6. Infanterie-Division im kombinierten Armeekorps teil. Der erste Kampfeinsatz war das Gefecht von Missunde am 2. Februar 1864. Daran nahmen alle drei Bataillone des Regiments unter Führung des Regimentskommandeurs Oberstleutnant von Hartmann teil. Das Regiment erlitt an diesem Tag Verluste von 10 Toten und 3 Vermissten, dazu kamen 29 Verwundete. Bis auf fünf Verwundete stammten alle Verluste aus dem II. Bataillon, das am rechten Flügel von der Ornumer Mühle gegen die Bastion 60 vorging, und dort im freien Feld dem Kartätschen- und Gewehrfeuer ausgesetzt war.
Das Infanterie-Regiment Nr. 60 gehörte im Krieg gegen Dänemark zur 12. Infanterie-Brigade unter Generalmajor von Roeder. Mit diesem Großverband folgten verschiedene Erkundungs- und Vorpostengefechte vor Düppel und Rackebüll (heute Sønderborg-Ragebøl), dann die Teilnahme an Einschließung und Belagerung der Düppeler Schanzen. Während der Einschließung der Schanzen am 17. März 1864 wurden vier Soldaten des Regiments Nr. 60 getötet und acht Männer verwundet. Am 18. April 1864 erstürmten die preußischen Truppen unter Prinz Friedrich Karl schließlich die Schanzen. Zwei Kompanien des Regiments gehörten dabei zur Sturmkolonne 2, die von Major von Fragstein (FR 35) geführt wurde. Bei der Erstürmung der Schanzen fielen 18 Angehörige des Regiments, davon ein Offizier, dazu kamen 7 vermisste Soldaten. 77 Soldaten des Regiments wurden verwundet, dazu zwei verwundete Offiziere.
Nach zeitweisem Waffenstillstand und Abbruch der Konferenz von London nahm das Regiment am 29. Juni 1864 am Übergang auf die Insel Alsen teil. Dabei erlitt das Regiment im Vergleich zu anderen beteiligten Einheiten nur sehr leichte Verluste. Im Juli 1864 endete der Krieg siegreich für die preußisch-österreichische Allianz. Insgesamt hatte das Infanterie-Regiment Nr. 24 im Deutsch-Dänischen Krieg unwiederbringliche Verluste von 40 Toten und 13 Vermissten zu beklagen, dazu kamen 73 Schwerverwundete sowie 85 Leichtverwundete bzw. Erkrankte.

### Krieg gegen Österreich (1866)
1866 nahm das Regiment am Deutschen Krieg teil, Gegner war der Deutsche Bund unter Führung Österreichs, des Alliierten aus dem Deutsch-Dänischen Krieg. Der Befehl zur Mobilmachung traf am 4. Mai 1866 ein, Mitte Mai verließ das Regiment unter dem Kommando von Oberst von Hartmann die Garnisonen. Zuerst verlegte das Regiment in die Gegend von Spremberg, dann Anfang Juni 1866 nach Görlitz, beides nahe der Grenze zum Königreich Sachsen, das auf Seiten der Gegner Preußens stand. Das Ersatz-Bataillon verblieb in Torgau. Das Regiment gehörte im Krieg zur 6. Infanterie-Division unter der Führung von Generalleutnant Gustav von Manstein, der seine Division am 11. Juni 1866 in Reichenbach inspizierte.
Am 23. Juni 1866 überschritt die 6. Division die Grenze Preußens nach Böhmen und marschierte über Friedland, Reichenberg, Liebenau, Münchengrätz gen Süden. Am 3. Juli nahm das Regiment an der Schlacht bei Königgrätz (Sadowa) teil, zunächst eingeteilt als Reserve der 6. Division. Kurz vor Mittag wurde das Regiment zusammen mit der der 12. Brigade als dem Gros der Division nach vorn befohlen und rückte am rechten Flügel gegen Dohalitz vor, wo es vier Stunden im feindlichen Geschützfeuer ausharren musste. Diese Schlacht war insgesamt sehr verlustreich. Das Infanterie-Regiment Nr. 60 erlitt am Tag von Königgrätz Verluste von 63 Toten und 51 Vermissten, 90 Schwerverwundeten, dazu etwa 200 Leichtverwundete.
Im Zuge der Heeresvermehrung baute das Regiment mehrfach Teileinheiten auf, um sie an neuformierte Regimenter abzugeben. Die erste solche Abgabe erfolgte 1866 mit drei Kompanien, die zur Formierung des Infanterie-Regiments Nr. 78 in Brandenburg dienten. Das neugebildete Regiment verlegte man dann nach Ostfriesland.

### Deutsch-Französischer Krieg (1870/71)

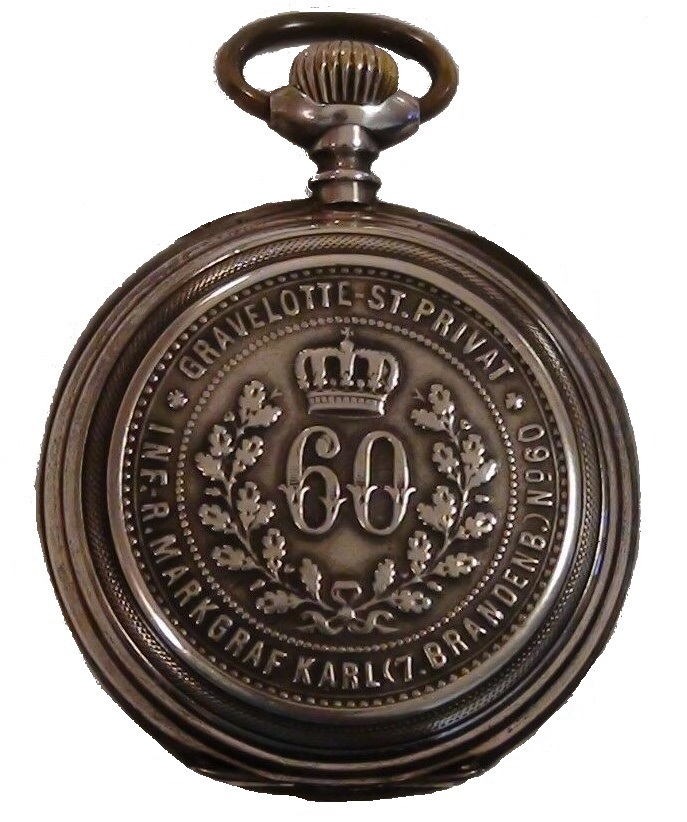
Taschenuhr des Regiments mit Inschrift Gravelotte – St. Privat

Das Regiment nahm 1870/71 am Krieg gegen Frankreich teil und kämpfte wieder im Bestand der 6. Infanterie-Division im III. Armeekorps. Die 6. Division stand unter Führung von General von Buddenbrock. Außerordentlich verlustreich war die Teilnahme des Regiments an der Schlacht bei Gravelotte (St. Privat) am 18. August 1870, bei der das Regiment an einem Tag Verluste von mehr als 700 Mann zu verzeichnen hatte, darunter 162 Tote und 47 Schwerverwundete.

### Garnisonszeit in Elsaß-Lothringen (1872–1913)
Im Februar 1871 wurde der Vorfrieden von Versailles geschlossen, damit trat Frankreich die zum Reichsland Elsaß-Lothringen formierten Gebiete an Deutschland ab. Nach Ende des Krieges und der Besatzungszeit in Frankreich verblieb das Regiment in Elsaß-Lothringen. Dazu wurde das Regiment der im März 1871 formierten 30. Division mit Sitz in Straßburg unterstellt. Die anfänglichen Garnisonen waren Weißenburg und Hagenau (beide Elsass). 1876 verlegte das II. Bataillon von Hagenau nach Bitsch (Lothringen), wo es bis 1897 verblieb.
1887 wurde eine Kompanie an das neugebildete Infanterie-Regiment Nr. 138 in Straßburg abgegeben. 1897 wurde ein vier Jahre vorher aufgestelltes Halb-Bataillon an das Infanterie-Regiment Nr. 171 in Bitsch abgegeben.
Ab 1897 hatten Stab und alle drei Bataillone des Regiments ihre Garnison in Weißenburg im Elsass.

### Erster Weltkrieg (1914–1918)
Das Regiment wurde 1914 zum Ausbruch des Ersten Weltkriegs mobilisiert und kämpfte bis zum Kriegsende im Bestand der 31. Division, zuerst an der Westfront. Im Januar 1915 verlegte das Regiment mit der 31. Division an die Ostfront. Nach Oktoberrevolution und Waffenstillstand im Osten im Dezember 1917 verlegte das Regiment wieder an die Westfront, um dort an der anfänglich erfolgreichen, aber überaus verlustreichen Frühjahrsoffensive 1918 teilzunehmen. (Siehe Gefechtskalender) Nach dem Waffenstillstand am 11. November 1918 marschierte das Regiment nicht in seine Heimatgarnison Weißenburg, da das Elsass nun zu Frankreich gehörte. Stattdessen erfolgte die Demobilisierung in Staßfurt, wo das Regiment im Januar 1919 aufgelöst wurde.
Im Ersten Weltkrieg hatte das Regiment Verluste von 173 gefallenen Offizieren und Portepee-Unteroffizieren zu beklagen.

## Unterstellung, Gliederung und Personal

### Verbandszugehörigkeit
Von seiner Gründung 1860 bis 1871 gehörte das Regiment zur 11. Infanterie-Brigade mit Stab in Berlin, diese zur 6. Division (Brandenburg an der Havel), und damit zum III. Armee-Korps, (Berlin).
Mit der Verlegung nach Elsaß-Lothringen wurde das Regiment 1871 der 59. Infanterie-Brigade (Sitz in Metz) unterstellt, die zur 30. Division (ebenfalls Metz) und damit zum XV. Armee-Korps (Straßburg) gehörte.
Nach einer Umgruppierung gehörte das Regiment ab 1884 zur 62. Infanterie-Brigade und der 31. Division. Diese Division gehörte bis 1912 zum XV. Armee-Korps, dann zum XXI. Armee-Korps.
Bei Kriegsausbruch 1914 zog das Regiment in diesem Bestand ins Feld, das XXI. Armee-Korps war der 6. Armee unterstellt. Im Herbst 1916 verließ das Regiment die 31. Infanterie-Division und ging zur an der Ostfront neuformierten 218. Infanterie-Division.

### Uniform und Ausrüstung

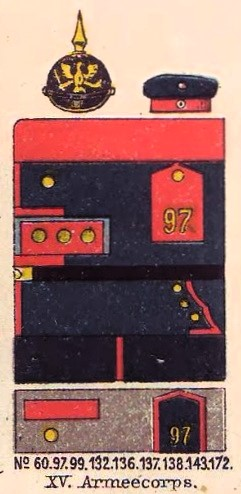
Uniformfarben des Infanterie-Regiments Nr. 60 vor Einführung der feldgrauen Uniform

Mannschaften trugen den blauen Uniformrock mit roten brandenburger Ärmelaufschlägen mit hellblauer Paspelierung. Die Schulterstücke waren rot, darauf die gelbe Zahl 60. Das Emblem auf der Pickelhaube war der gelbe Linien-Adler. 1915 führte die Preußische Armee neben der feldgrauen Felduniform auch eine feldgraue Friedensuniform ein.
Die Hauptbewaffnung eines Infanterie-Regiments der preußischen Armee bildeten die Gewehre der Musketiere und Füsiliere. Noch vor dem Krieg gegen Dänemark wurde die Truppe mit dem Dreyse-Zündnadelgewehr ausgerüstet. Es folgten das Gewehr 71, das Gewehr 88 und schließlich das Gewehr 98, die Standardwaffe des deutschen Heeres während des Ersten Weltkriegs, mit dem das Regiment 1914 in den Krieg zog.
Noch vor Ausbruch des Weltkriegs wurde im Regiment eine fußbewegliche MG-Kompanie ausgestellt, ausgerüstet mit insgesamt sechs MG 08. Dies war eine erhebliche Verstärkung der Feuerkraft, insbesondere in der Defensive des Stellungskriegs. Die Unterstützung durch schwere Waffen geschah primär durch die beiden Feld-Artillerie-Regimenter (Nr. 31 bzw. Nr. 67) der 31. Feldartillerie-Brigade, die zur 31. Division gehörten. Üblicherweise war dabei eine Batterie einem Bataillon zugeteilt, bei Angriffen oder Gefechten konnte die Artillerie aber im Schwerpunkt zusammengefasst werden. 1918 wurde im Regiment eine eigene Minenwerfer-Kompanie aufgestellt.

### Regimentschef
Erster Regimentschef war vom 7. Dezember 1864 bis zu seinem Tod am 14. Oktober 1872 General der Kavallerie Albrecht von Preußen. Am 2. Februar 1891 ernannte Kaiser Wilhelm II. den General der Infanterie Paul von Leszczynski zu dessen Nachfolger als Regimentschef.

### Kommandeure
Kommandeure des Regiments waren nach Jahr der Ernennung:
| Ab   | Kommandeur                    | Lebensdaten | Bemerkungen                                             |
| ---- | ----------------------------- | ----------- | ------------------------------------------------------- |
| 1860 | Georg Alexander von Hippel    | 1806–1895   | später als Generalmajor pensioniert                     |
| 1863 | Ernst von Hartmann            | 1817–1883   | später General der Infanterie, à la suite des Regiments |
| 1867 | Theodor von Knobelsdorff      | 1817–1879   |                                                         |
| 1870 | Clemens von Dannenberg        | 1819–1897   |                                                         |
| 1873 | Julius von Katzeler           | 1822–1889   |                                                         |
| 1878 | Friedrich von Dorndorf        | 1827–1901   |                                                         |
| 1883 | Maxilian Richter              | 1837–1889   |                                                         |
| 1886 | Kurt von Hake                 | 1835–1896   |                                                         |
| 1887 | Hermann Merker                | 1834–1892   |                                                         |
| 1889 | Werner Otto                   | 1838–1927   |                                                         |
| 1892 | Wilhelm Lademann              | 1840–1919   | später Generalmajor und Kommandant der Festung Küstrin  |
| 1895 | Friedrich Bölling             | 1844–1899   |                                                         |
| 1899 | Eduard Hoffmeister            | 1852–1920   |                                                         |
| 1900 | Franz Kettler                 | 1850–1920   |                                                         |
| 1904 | Traugott von Bötticher        | 1851–1931   |                                                         |
| 1908 | Walter Friedrich Stobbe       | 1853–1922   |                                                         |
| 1911 | Wilhelm Knoch                 | 1860–1920   |                                                         |
| 1914 | Georg von Tschirschnitz       | 1861–1914   |                                                         |
| 1914 | Hans von Balluseck            | 1863–1931   |                                                         |
| 1914 | Camillo Rayle                 | 1862–1915   |                                                         |
| 1915 | Friedrich Digeon von Monteton | 1858–1934   |                                                         |
| 1915 | Ernst von Bagensky            | 1864–1937   |                                                         |
| 1916 | Julius Denicke                | 1867–1938   |                                                         |
| 1918 | Heinrich von Bünau            | 1873–1943   | ernannt im Juli 1918, letzter Regimentskommandeur       |

## Garnisonen und Kasernenbauten

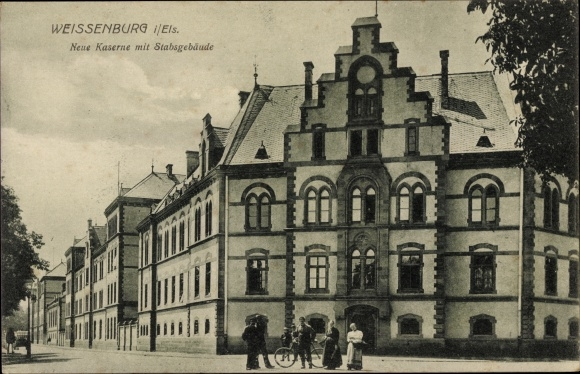
Stabsgebäude der Neuen Kaserne in Weißenburg im Elsaß

Die Neue Kaserne in Weißenburg / Elsass (heute Wissembourg) wurde von 1893 bis 1896 errichtet, und 1897 vom Regiment bezogen. Die Kasernengebäude sind unterkellert und haben zwei Stockwerke. Die Fassaden sind in teils verputztem Backstein ausgeführt, Sockel, Bänder, Gesimse und Pfosten sind aus Sandstein – insgesamt entsprach dies einem schematischen Baustil für die zahlreichen deutschen Kasernen-Neubauten in Elsaß-Lothringen. Nach Ende des Ersten Weltkriegs kam das Elsass wieder zu Frankreich, und die Kaserne wurde unter dem Namen Caserne Abel Douay vom 7. Bataillon der Chasseurs alpins (Gebirgsjäger) genutzt. General Abel Douay, nach dem die Kaserne umbenannt wurde, war 1870 in der Schlacht bei Weißenburg gefallen. Nach 1945 wurden Teile der Kasernenanlage zu Wohngebäuden umgewandelt, auch zog ein Finanzamt ein, einige der Gebäude wurden abgerissen. Die heute noch erhaltenen Gebäude befinden sich in der Rue de l' Industrie (Karte) und der Rue de la Pépinière.